# Млечный Путь (явление)

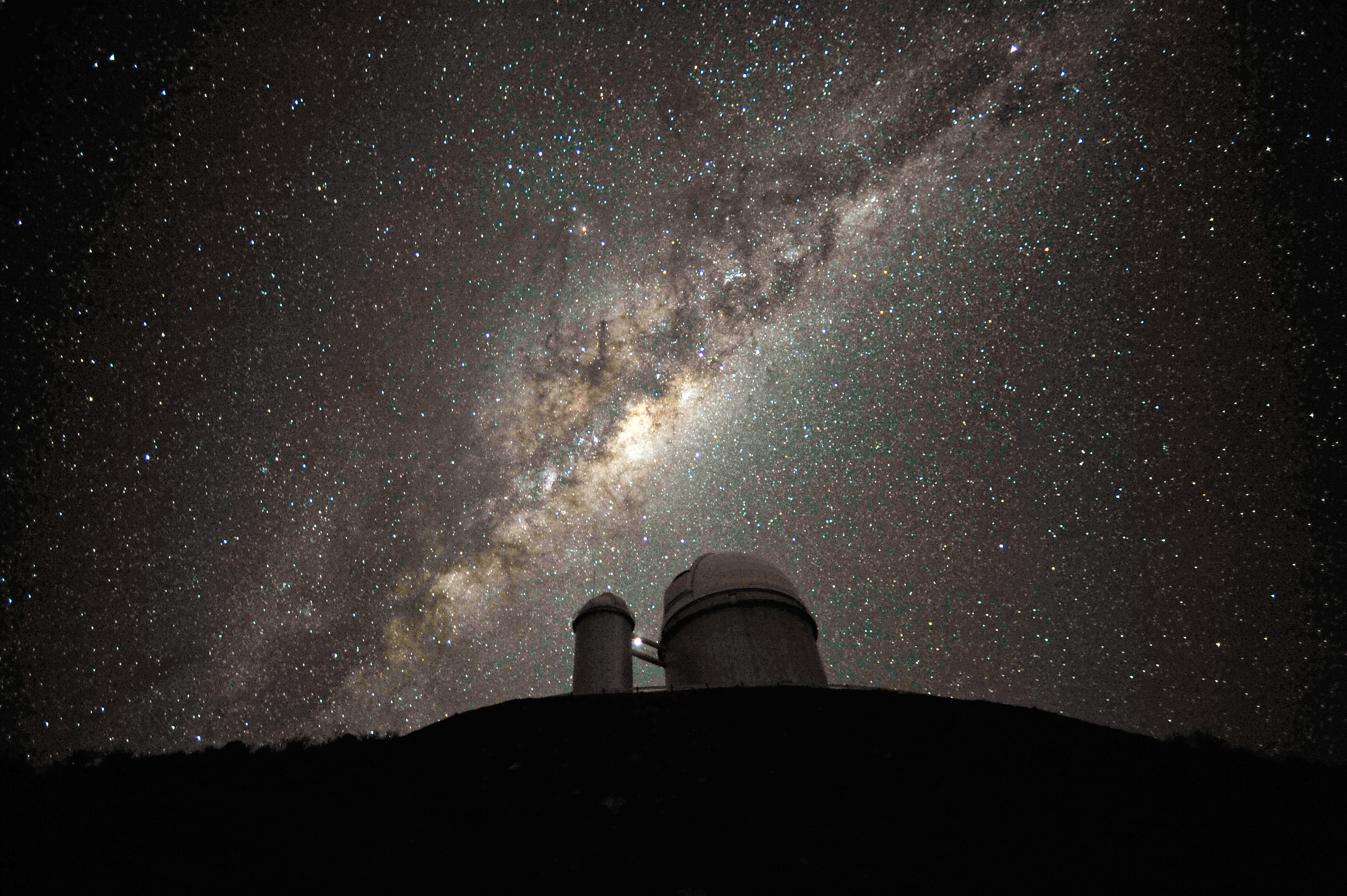
Млечный Путь с телескопом

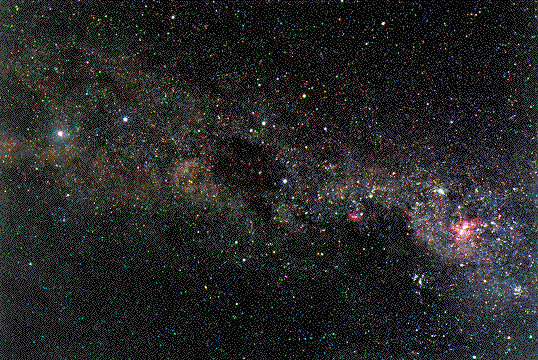
Южная часть Млечного Пути

Мле́чный Путь (лат. Via Lactea от греч. γαλαξίας < γάλα, γάλακτος «молоко») — неярко светящаяся диффузная белёсая полоса, одноимённая спиралевидная галактика из 5 рукавов, пересекающая звёздное небо почти по большому кругу, северный полюс которого находится в созвездии Волосы Вероники; состоит из огромного числа слабых звёзд, невидимых отдельно невооружённым глазом, но различимых порознь в телескоп или на фотографиях, снятых с достаточно высоким разрешением.

## Описание явления
Видимая картина Млечного Пути — следствие перспективы при наблюдении изнутри огромного, сильно сплюснутого скопления звёзд нашей Галактики наблюдателем, находящимся вблизи плоскости симметрии этого скопления. «Млечный Путь» — также традиционное название нашей Галактики. Яркость Млечного Пути в различных местах неравномерна. Полоса Млечного Пути шириной около 5—30° имеет на вид облачное строение, обусловленное, во-первых, существованием в Галактике звёздных облаков или сгущений и, во-вторых, неравномерностью распределения поглощающих свет пылевых тёмных туманностей, образующих участки с кажущимся дефицитом звёзд из-за поглощения их света.

Созвездия на галактическом экваторе

В Северном полушарии Млечный Путь проходит по созвездиям Орла, Стрелы, Лисички, Лебедя, Цефея, Кассиопеи, Персея, Возничего, Тельца и Близнецов. Уходя в Южное полушарие, он захватывает созвездия Единорога, Кормы, Парусов, Южного Креста, Циркуля, Южного Треугольника, Скорпиона и Стрельца. Млечный Путь особенно ярок в созвездии Стрельца, в котором находится центр нашей Галактики.
Созвездие Стрельца в северных широтах высоко над горизонтом не поднимается. Поэтому в этой области Млечный Путь бывает не так заметен, как, например, в созвездии Лебедя, которое осенью по вечерам поднимается над горизонтом очень высоко.
Средняя линия Млечного Пути называется галактическим экватором.

## Мифология

### Армянская, арабская, валахская, еврейская, персидская, турецкая, киргизская
По одному из армянских мифов о Млечном Пути, бог Ваагн, предок армян, суровой зимой украл у родоначальника ассирийцев Баршама солому и скрылся в небе. Когда он шёл со своей добычей по небу, то ронял на своём пути соломинки; из них и образовался светлый след на небе (по-армянски «Дорога соломокрада»). О мифе про рассыпанную солому говорят также арабское, еврейское, персидское, турецкое и киргизское названия (кирг. саманчынын жолу — путь соломщика) этого явления. Жители Валахии считали, что эту солому Венера украла у Святого Петра.

### Бурятская
Согласно бурятской мифологии, добрые силы творят мир, видоизменяют вселенную. Так, Млечный Путь возник из молока, которое Манзан Гурме нацедила из своей груди и выплеснула вслед обманувшему её Абай Гесеру. По другой версии, Млечный Путь — это «шов неба», зашитого после того, как из него высыпались звёзды; по нему, как по мосту, ходят тенгри.

### Венгерская
По венгерской легенде, Аттила спустится по Млечному Пути, если секеям будет угрожать опасность; звёзды представляют собой искры от копыт. Млечный Путь, соответственно, называется «дорогой воинов» (венг. Hadak Útja).

### Древнегреческая

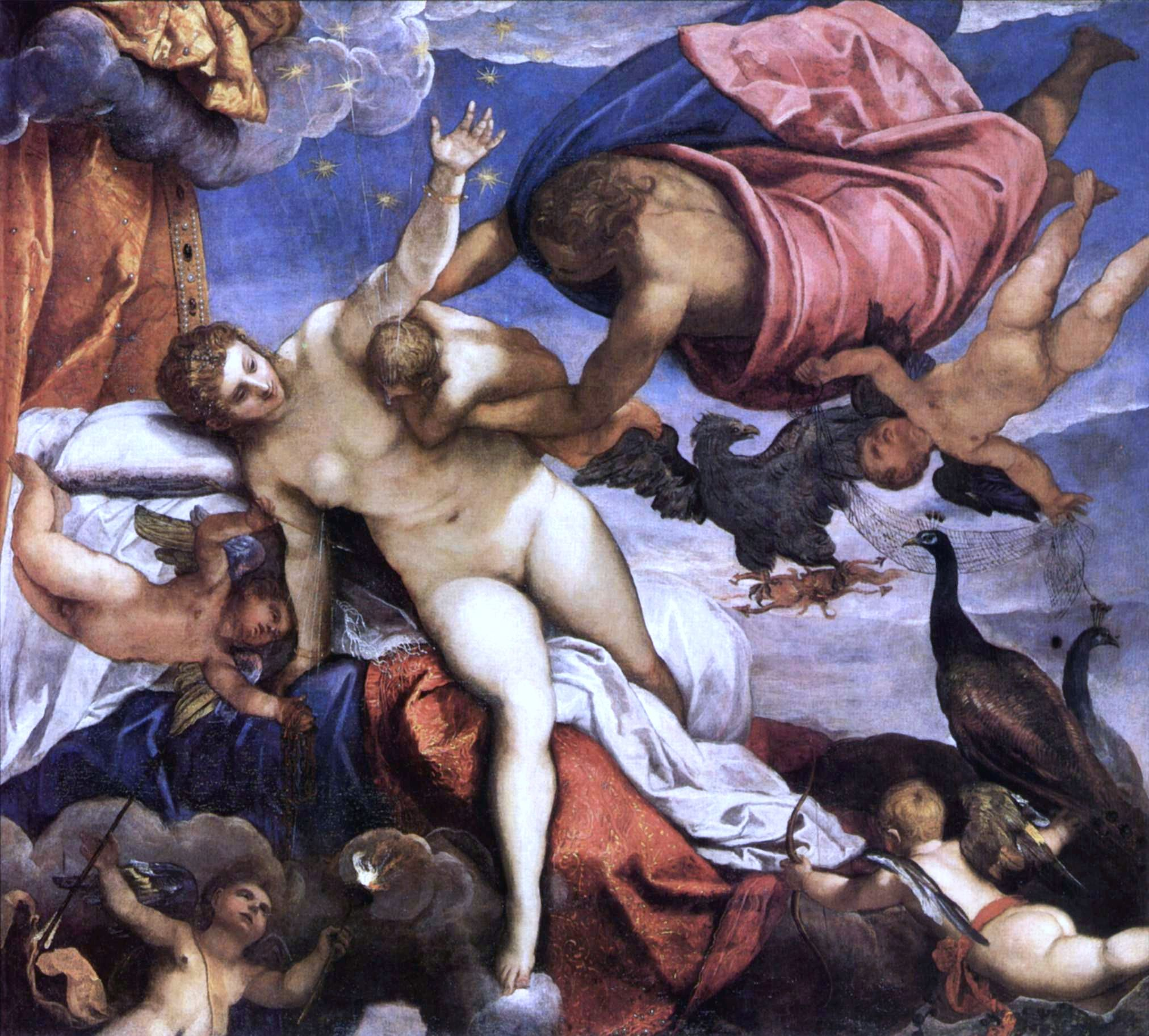
Якопо Тинторетто. «Рождение Млечного Пути», 1570
Национальная галерея, Лондон

Этимологию слова Galaxias (Γαλαξίας) и его связь с молоком (γάλα) раскрывают два схожих древнегреческих мифа. Одна из легенд рассказывает о разлившемся по небу материнском молоке богини Геры, кормившей грудью Геракла. Когда Гера узнала, что младенец, которого она кормит грудью, не её собственное дитя, а незаконный сын Зевса и земной женщины, она оттолкнула его, и пролитое молоко стало Млечным Путём. Другая легенда говорит о том, что пролитое молоко — это молоко Реи, жены Кроноса, а младенцем был сам Зевс. Кронос пожирал своих детей, так как ему было предсказано, что он будет свергнут собственным сыном. У Реи зародился план, как спасти своего шестого ребёнка, новорождённого Зевса. Она обернула в младенческие одежды камень и подсунула его Кроносу. Кронос попросил её покормить сына ещё раз, перед тем как он его проглотит. Молоко, пролитое из груди Реи на голый камень, впоследствии стали называть Млечным Путём.

### Индийская
Древние индийцы считали Млечный Путь молоком вечерней красной коровы, проходящей по небу. В Ригведе Млечный Путь назван тронной дорогой Арьямана. Бхагавата-пурана содержит версию, по которой Млечный Путь — это живот небесного дельфина.

### Инкская

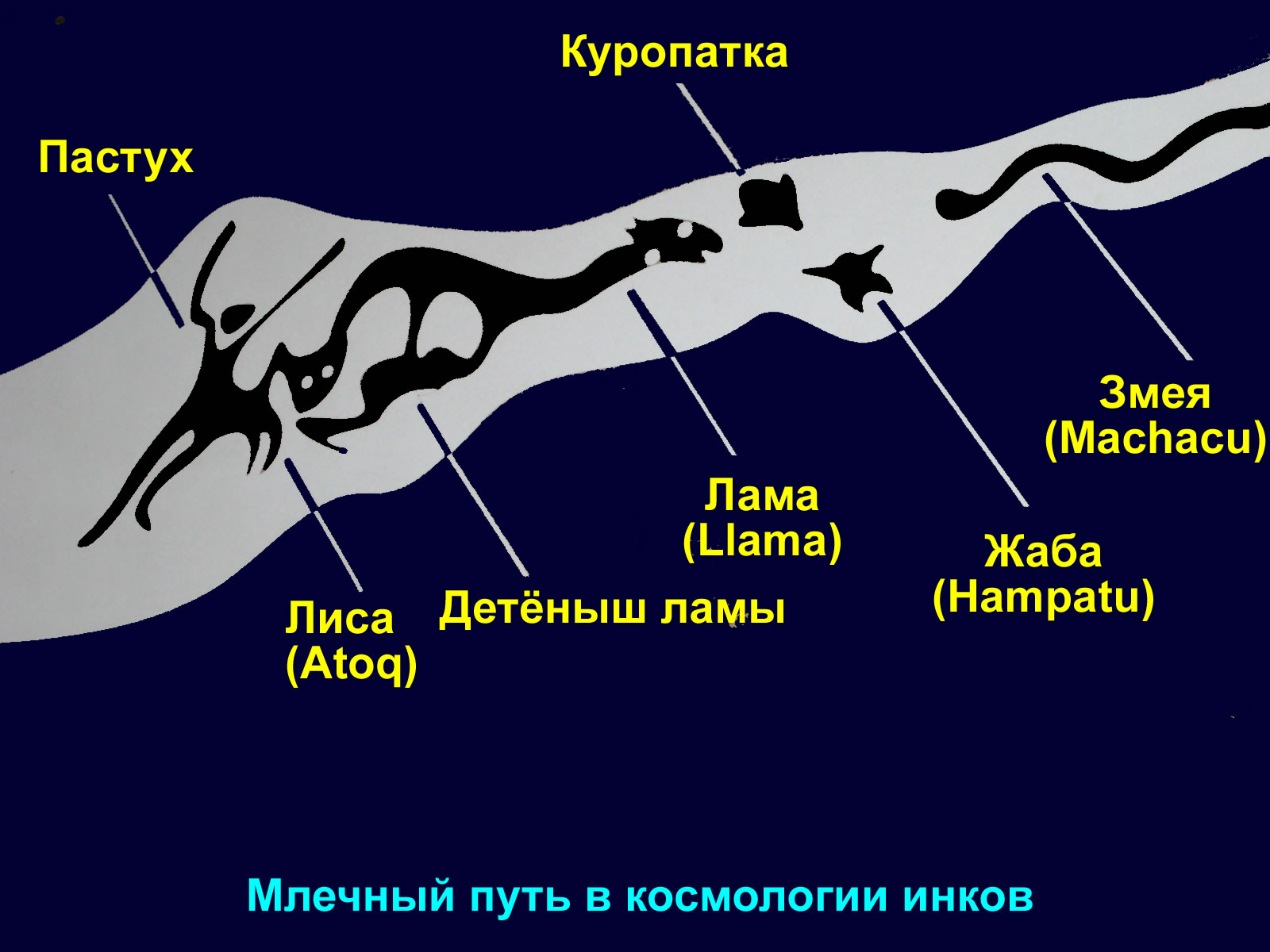
Млечный Путь в космологии инков.

Главными объектами наблюдения в астрономии инков (что нашло отражение в их мифологии) на небосклоне являлись тёмные участки Млечного Пути — своеобразные «созвездия» в терминологии андских культур: Лама, Детёныш Ламы, Пастух, Кондор, Куропатка, Жаба, Змея, Лиса; а также звёзды: Южный крест, Плеяды, Лира и многие другие.

### Кетская
В кетских мифах, аналогично селькупским, Млечный Путь описывается как дорога одного из трёх мифологических персонажей: Сына неба (Еся), который ушёл охотиться на западную сторону неба и там замёрз, богатыря Альбэ, преследовавшего злую богиню, или первого шамана Доха, поднимавшегося этой дорогой к Солнцу.

### Китайская, вьетнамская, корейская, японская
В мифологиях синосферы Млечный Путь называют и сравнивают с рекой — во вьетнамском, китайском, корейском и японском языках сохраняется название «серебряная река» или же «небесная река»: вьет. Ngân Hà, нган ха; кит. трад. 銀河, упр. 银河, пиньинь Yínhé, палл. иньхэ; кор. 우리 은하, ури ынха; яп. 天の川, ама но гава, яп. 銀河, гинга. Китайцы также иногда называли Млечный Путь «Жёлтой дорогой», по цвету соломы.

### Коренных народов северной Америки
Хидатса и эскимосы называют Млечный Путь «Пепельным». Их мифы говорят о девушке, рассыпавшей по небу пепел, чтобы люди могли найти дорогу домой ночью. Шайенны считали, что Млечный Путь — это грязь и ил, поднятые брюхом плывущей по небу черепахи. Эскимосы с Берингова пролива — что это следы Ворона-творца, шедшего по небу. Чероки полагали, что Млечный Путь образовался, когда один охотник украл жену другого из ревности, а её собака стала есть кукурузную муку, оставшуюся без присмотра, и рассыпала её по небу (этот же миф встречается у койсанского населения Калахари). Другой миф того же народа говорит о том, что Млечный Путь — это след собаки, тащившей что-то по небу. Ктунаха называли Млечный Путь «собачьим хвостом», черноногие называли его «волчьей дорогой». Вайандотский миф говорит о том, что Млечный Путь — это место, где души умерших людей и собак собираются вместе и танцуют.

### Маори
В мифологии маори Млечный Путь считается лодкой Тама-ререти. Нос лодки — созвездие Ориона и Скорпион, якорь — Южный Крест, Альфа Центавра и Хадар — канат. Согласно легенде, однажды Тама-ререти плыл на своём каноэ и увидел, что уже поздно, а он далеко от дома. Звёзд на небе не было, и, боясь, что Танифа может напасть, Тама-ререти стал бросать в небо сверкающую гальку. Небесному божеству Рангинуи понравилось то, что он делал, и он поместил лодку Тама-ререти на небо, а гальку превратил в звёзды.

### Финская, литовская, эстонская, эрзянская, киргизская
Финское название — фин. Linnunrata — означает «Путь птиц»; аналогичная этимология и у литовского названия. Эстонский миф также связывает Млечный («птичий») Путь с птичьим полётом.
Эрзянское название — «Каргонь ки», мокшанское название — «Карконь ки» («журавлиный путь»).
Киргизское название — «Куш жолу» («Путь птиц»).